# Irena Mikócziová
Irena Mikócziová, geb. Bosá (* 19. Januar 1945 in Vinohrady nad Váhom) ist eine Tischtennisspielerin aus der Tschechoslowakei. Sie gewann bei der Europameisterschaft 1966 Silber im Doppel.

## Werdegang
Ihre Eltern verwalteten in Petržalka das Stadion von TJ Dynamo Spoje Bratislava, wo Irena Bosá als Kind das Tischtennisspiel erlernte. 1955 wurde sie Mitglied von Dynamo Spoje, wo sie bis 1961 bei R. Hrčka und J. Soják trainierte. In den Jahren 1957 bis 1961 spielte Bosá aktiv für Dynamo Spoje Bratislava. In dieser Zeit gewann sie viermal die tschechoslowakische Juniorenmeisterschaft im Einzel, weitere Landesmeistertitel im Juniorenbereich holte sie im Mixed und Doppel. Bei den Weltfestspielen der Jugend und Studenten wurde sie 1959 Siegerin im Einzel. Zwischen 1961 und 1967 nahm sie für Lokomotíva Rača und von 1972 bis 1977 für den inzwischen in Lokomotíva Bratislava umbenannten Klub am nationalen Spielbetrieb teil. Zuletzt spielte sie ab 1979 als Aktive in der Mannschaft des DAC Dunajská Streda, 1989 beendete sie dort ihre aktive Laufbahn.
Erste internationale Erfolge erzielte Irena Bosá bei Jugend-Europameisterschaften. 1961 gewann sie in Bad Blankenburg den Titel im Doppel sowie zusammen mit Viliam Polakovič auch im Mixed, mit der Mannschaft holte sie Bronze. Ein Jahr später wurde sie in Bled erneut Jugend-Europameister im Mixed, diesmal mit Rotislav Stepanek, und zudem im Doppel mit Marta Lužová (heute Hejma).
1963 und 1965 nahm sie an den Weltmeisterschaften der Erwachsenen teil. Dabei kam sie mit der Mannschaft auf Platz neun und sieben. Bei den Europameisterschaften ging sie 1964, 1966 und 1968 an den Start, dabei holte sie mit der Mannschaft jeweils die Bronzemedaille. Bei der Europameisterschaft 1966 erreichte sie mit ihrer Partnerin Marta Lužová das Endspiel, das gegen Ungarinnen Éva Kóczián/Erzsébet Jurik verloren ging.
National gewann Irena Mikócziová 1966 die Meisterschaft im Einzel. Dazu kommen drei Titelgewinne im Doppel mit Marta Lužová (1963, 1964, 1966) sowie 1963 im Mixed mit Velim Mikom. Nach 1968 trat Irena Mikócziová international nicht mehr in Erscheinung. Sie ist Mitglied im Swaythling Club International, der internationalen Vereinigung von ehemaligen Tischtennismeistern.

## Turnierergebnisse
| Verband | Veranstaltung                         | Jahr | Ort             | Land | Einzel    | Doppel    | Mixed     | Team |
| ------- | ------------------------------------- | ---- | --------------- | ---- | --------- | --------- | --------- | ---- |
| CH      | Europameisterschaft                   | 1966 | London          | ENG  |           | Silber    |           |      |
| TCH     | Jugend-Europameisterschaft (Junioren) | 1962 | Bled            | YUG  |           | Gold      | Gold      |      |
| TCH     | Jugend-Europameisterschaft (Junioren) | 1961 | Bad Blaukenburg | FRG  |           |           | Gold      |      |
| TCH     | Weltmeisterschaft                     | 1965 | Ljubljana       | YUG  | letzte 64 | letzte 16 | letzte 32 | 7    |
| TCH     | Weltmeisterschaft                     | 1963 | Prag            | TCH  | letzte 32 | letzte 16 | letzte 64 | 9    |